# Schwedische Kirche (Wien)

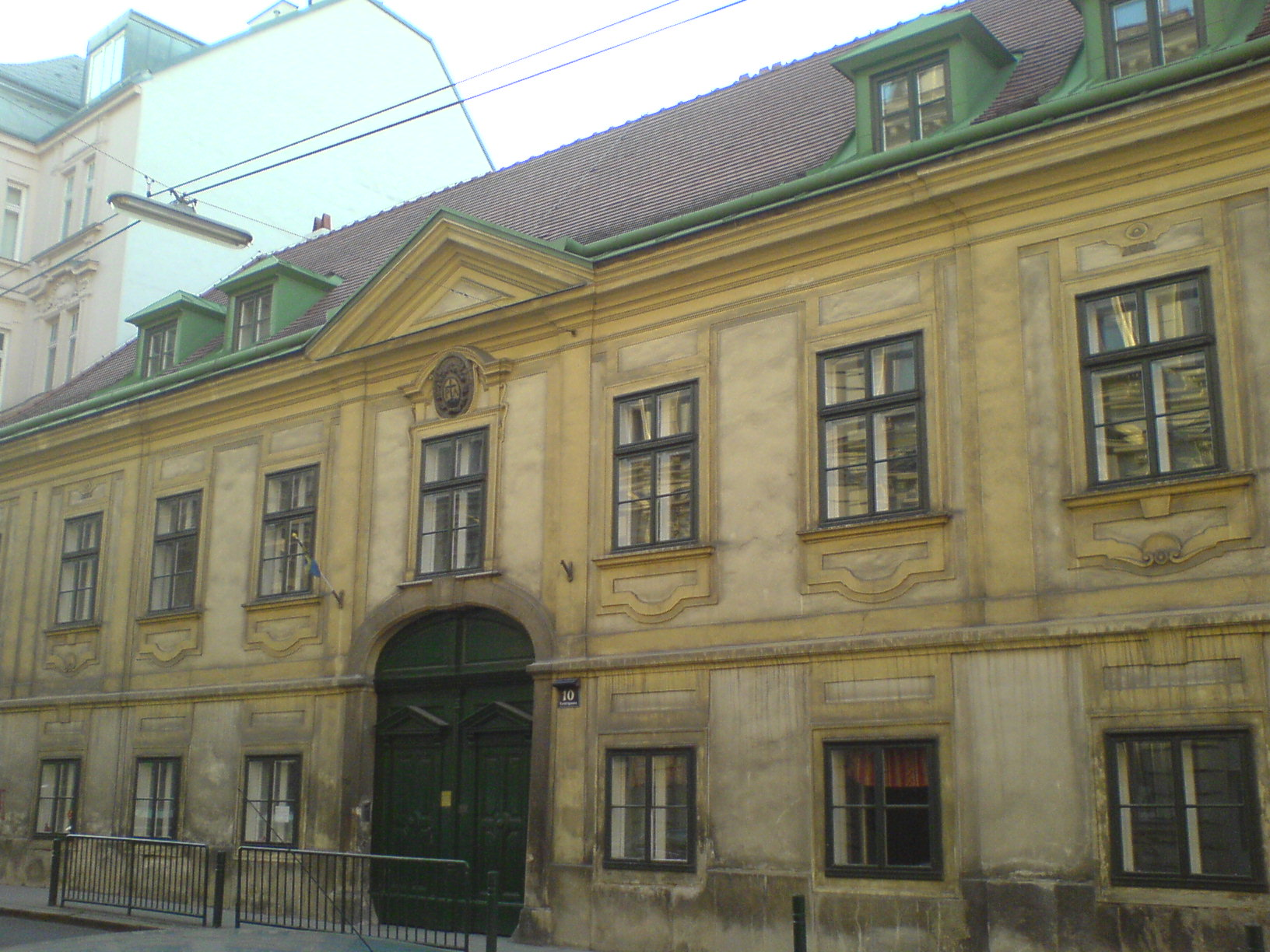
Der ehemalige Barnabitenfreihof, nunmehr Sitz der Kirche (2008)

Die Schwedische Kirche in Wien bzw. die Königin Silvia Gemeinde ist eine Auslandsgemeinde der Schwedischen Kirche (Svenska kyrkan). Sie wurde 1982 gegründet und lag anfangs in der Seegasse in Wien, wurde aber 1986 in die Gentzgasse 10 verlegt. 2022 beging die Schwedische Kirche mit der Schwedischen Israelmission ihr 100-jähriges Jubiläum in Wien. Das Gebäude steht unter Denkmalschutz (Listeneintrag).

## Geschichte
Das Gebiet, in dem sich die Gentzgasse 10 befindet, war ab dem 14. Jahrhundert bis zum Hochmittelalter unter Besitz des Michaelsordens. Die älteste Urkunde des Hauses stammt aus dem 16. Jahrhundert. Während des Hochmittelalters befand sich das Grundstück im Besitz unterschiedlicher Benediktinerklöster, die unweit des Stadtkerns in ihren Weingärten Wein anbauten. Kurz vor der zweiten Türkenbelagerung 1683 erwarb der Kaufmann Georg Khnoll das Anwesen; das Geld für den Kauf lieh er sich von der Gräfin Maximiliana Lamberg. Da er seine Schulden nicht zurückzahlen konnte, ging die Liegenschaft 1697 in den Besitz der Gräfin über.
1626 wurde der Mönchsorden der Barnabiten, oder Paulaner, wie sie ursprünglich genannt wurden, von Kaiser Ferdinand II nach Wien gerufen. Der Kaiser wollte aufgrund des Glaubenskonfliktes im Dreißigjährigen Krieg den römischen Katholizismus stärken. Als die Barnabiten nach Wien kamen, durften sie eine Kirche mit dazu gehörigem Landbesitz übernehmen und mit der Zeit kauften sie mehr und mehr Land in der Umgebung der Kirche hinzu. Im Jahre 1730 kaufte so der Barnabitenorden auch die Liegenschaft der heutigen Gentzgasse 10 von der Gräfin Lamberg. Das Anwesen bekam den Namen Michaeler Freihof und wurde das Zentrum für die Tätigkeit der Barnabiten in Währing. Über dem Eingang in Straßenrichtung befindet sich noch ein Kartuschenschild, mit dem Ordenswappen der Paulaner aus dem Jahr 1742, ein rotes Feld mit einem Kreuz mit den Buchstaben P.A. (Paulus Apostolus) ist darauf abgebildet. Zwischen 1770 und 1780 führten die Barnabiten verschiedene Umbauten durch. Die Hausfassade und sogar eine Hauskapelle (die Pauluskapelle) kamen vermutlich in den 1770er Jahren dazu. Das Gebäude wurde schließlich die Sommerresidenz der Mönche.
Nach dem Ersten Weltkrieg hatte sich die Wiener Niederlassung der Barnabiten 1920 aufgelöst und das Haus in der Gentzgasse wurde seinem Schicksal überlassen. Das Gebäude verfiel und die Hauskapelle wurde zum Müllraum, während die Sala Terena als Kellerlokal verwendet und der Garten bebaut wurde. In den südlichen Teilen des Gartens wurden zwei Haftzellen gebaut. Das, was davon übriggeblieben ist, erinnert daran, dass das Haus der Sitz der ehemaligen Gebietshoheit war. Es dauerte aber noch, bis die schwedische Kirche die Liegenschaft übernahm.

### Gottesdienste mit den schwedischen Gesandten
Bereits im 18. Jahrhundert hielten schwedische Gesandte in ihrer Residenz in Wien Gottesdienste ab. Im Jahre 1738 gibt es Aufzeichnungen, in denen Christoph Gerhard Suke aus Mecklenburg als gesandter Prediger erwähnt wird. Die schwedische Gemeinde war zu diesem Zeitpunkt sehr klein, aber dies änderte sich, als 1752 der schwedische Gesandte Nils Barck 200 Liederbücher für die Verwendung bei Gottesdiensten in seiner Residenz erhielt. Aus dem Tagebuch der Gräfin Franziska von Hohenheim ist zu entnehmen, dass es in den 1780er Jahren in der Nähe der Peterskirche im ersten Bezirk eine Kapelle gab, die von der schwedischen Gemeinde genutzt wurde. Der entsandte schwedische Prediger wohnte damals am Peterplatz 7 und es wird vermutet, dass die genutzte Kapelle der kleinen schwedischen Gemeinde in der Nähe dieser Adresse war.

### Die schwedische Israelmission (SIM) und Seegasse 16
Im Jahre 1875 wurde der Verein der Israelmission begründet. Nach dem Ende des Zweiten Weltkrieges wurde beschlossen, neue Missionsgebiete in Europa zu suchen. Da die Lage in Russland und Rumänien zu unruhig war, kam die Entscheidung, die Hauptstelle der Mission nach Wien zu verlegen. Dort gab es eine große jüdische Bevölkerung und viele Juden passierten die Stadt auf ihrem Weg von Osteuropa nach Westen. Außerdem gab es zu dieser Zeit keine Missionstätigkeit dort. Im Oktober 1920 wurde aus diesem Grund der Missionar Johannes Ginsburg nach Wien entsandt. Im Februar 1921 folgten ihm die Lehrerin Anna Karlsson und ihre Schwester Martha Hellman. Sie arbeiteten vor allem mit Kindern und Frauen und im Sommer 1921 öffneten sie eine Kinderkolonie in Hadersfeld, im Wienerwald. Danach nahm der Wunsch eines eigenen Anwesens in Wien zu, und im November 1921 wurde ein Haus in der Klosterneuburgstrasse 69 im 20. Bezirk diskutiert. Der Kauf konnte doch nicht durchgeführt werden und die Suche lief weiter. Anfang 1922 schrieben die Wiener Missionare dem Verein in Stockholm, dass ein günstiges Haus gefunden wurde. Es gehörte einer Stiftung für die Unterstützung und Pflege von Jüdischen Waisenmädchen. Die Stiftung musste wegen finanzieller Probleme das Haus verkaufen. Der Kauf wurde mit gewissen Bedingungen geschlossen. Unter anderem wurde einer jüdischen Frau erlaubt, vier Abende in der Woche ein Zimmer für das Unterrichten von jüdischen Mädchen zu mieten. Mittwoch, 1. März 1922, war die Spannung groß. Die endgültige Verhandlung mit dem Verwaltungsrat der Stiftung fand an diesem Tag statt. Um 18 Uhr am selben Abend war es klar: SIM war nun im Besitz des Hauses in der Seegasse 16 im 9. Bezirk. Nach Stockholm wurde das Telegramm verschickt: „Preiset Gott. Haus gekauft. Grosse Freude.“
Die Tätigkeit nahm in den kommenden Jahren zu. 1936 kam das Pfarrerpaar Göte und Elsa Hedenquist in Wien an. Eigentlich waren nur 6 Monate Aufenthalt geplant, nach einer kurzen Weile akzeptierte Göte aber einen Dreijahresvertrag Damit wurde das Ziel erreicht, einen schwedischen Pfarrer in der schwedischen Mission in Wien anzustellen. Zu den Aufgaben Hedenquists gehörten, außer seiner Arbeit bei SIM, einmal im Monat einen Gottesdienst für die in Wien wohnenden Skandinavier zu halten. Als die Tätigkeit wuchs, mussten die Lokale umgebaut werden. Die Entscheidung wurde getroffen, eine geräumige Kapelle einzurichten, den Keller in Räume für Jugendliche umzuwandeln und auch eine Zentralheizung zu installieren. Eine vermiete Wohnung sollte freigemacht werden, um als Unterkunft für Missionare genutzt werden zu können, und einige Lokale sollte Institutum Judaicum nutzen dürfen. Außerdem kauft SIM im Frühling 1936 durch eine exekutive Auktion eine Villa in der Hauptstraße 156 in Weidling. Das Gebäude hatte zwei Stockwerke mit 14 Zimmern, Bad, WC, Elektrizität und Gas. Dazu hörte ein großer Garten von 11 000 m² mit hunderten von Wein- und Obstbäumen. Das Sommerheim (später das Altersheim) wurde am Pfingstmontag eingeweiht und erhielt den Namen Schwedenheim.
Nach dem Anschluss Österreichs an NS-Deutschland im März 1938 erfuhr der damaligen Leiter der Mission, Pastor Friedrich Forell, dass er sich auf der schwarzen Liste der Gestapo befand, worauf er nach Schweden floh. Damit übernahm Göte Hedenquist die Führung der Mission in Wien. Nach einer Durchsuchung durch die SA und der Verhängung eines Versammlungsverbotes, flog Birger Pernow, der Leiter der SIM, von Stockholm nach Wien. Er und Göte Hedenquist trafen sich mit den Behörden und erfuhren den Grund der Durchsuchung: Wegen des Namens der Mission, Schwedische Gesellschaft für Israel, verdächtigten die Behörden, dass es ein jüdisches Unternehmen mit einer jüdischen Leitung sei. Nachdem dies aufgeklärt wurde, erhielt die Mission eine schriftliche Erklärung von den Behörden, dass sie nichts gegen die Mission und ihre Tätigkeit hatten. Versammlungen wurden wieder gestattet und die bei der Durchsuchung durch die Behörden konfiszierten Dokumente wurden zurückgegeben. Bald wurde auch das Taufverbot aufgehoben. 1939 wurde noch ein Pfarrer angestellt, Johannes Ivarsson. Er übernahm die Tätigkeiten von Hedenquist, als dieser im Jahre 1940 Wien verließ. Der Pfarrer Göte Kronvall mit seiner Frau Anna wurde 1939 nach Wien gesandt, um im Dienst der Israelmission zu arbeiten. Ihr Hauptaufgabe war das Retten von Juden, die unter den Nazis litten. Auch die Anzahl an Missionarinnen nahm zu. Beispielsweise kamen Greta Andrén von Göteborg 1934 und Anna-Lena Peterson von Alingsås 1938.
Nach dem Anschluss konzentrierte sich die Arbeit der Mission auf schon getaufte Juden. Sie wurden von den jüdischen Gemeinden nicht als Juden betrachtet und erhielten keine finanzielle und medizinische Hilfe von diesen, während sie von den Nazis immer noch als Juden angesehen wurden. Folglich befanden sie sich dazwischen. Die Arbeit der Mission drehte sich in dieser Zeit um das Organisieren des Empfanges von Hilfesuchenden, finanzielle Unterstützung, das Vermitteln von Unterkünften und die Hilfe beim Austeilen von Kleidung. Die Arbeit der Diakone umfasste auch Seelsorge und Hausbesuche. Die Mission organisierte auch Kantinen, Schulen und Krankenpflege. Sie half auch mit der Beschaffung von Visa. Die Hilfe war also auf zwei Arten: Unterstützungsarbeit für diejenigen, die blieben und Auswanderungshilfe. Die Mission versuchte mehr zu retten, als man konnte. Nicht selten scheiterte es aus finanziellen Gründen, denn die Mission hatte nicht die notwendigen finanziellen Mittel.  Durch die schwedische Israelmission konnten aber etwa 3000 Personen (eine genaue Anzahl kann nicht festgestellt werden) unter der Verfolgung der jüdischen Bevölkerung in Österreich gerettet werden.
1939 wurde das Sommerheim in Weidling in ein Altenheim umgewandelt, wo die Älteren der Gemeinde eine Unterkunft bekamen, als ihr Zuhause von den Nazis konfisziert wurde. Zeitweise war der Mangel an Essen groß, aber hilfsbereite Bauern versorgten das Heim mit Lebensmittel versorgt. Im Dezember 1939 wurde die Hilfstätigkeit mit Essensausgabe in der Seegasse erweitert. Etwa 50 Personen erhielten täglich ein kostenloses Mittagsessen. Jede Mahlzeit war auf Wunsch eines Spenders mit einer Andachtsstunde verbunden.
Nach dreieinhalb Jahren reisten Göte und Elsa Hedenquist im Jahre 1940 zurück nach Schweden. Die Leitung der Mission übernahm Johannes Ivarsson vom Göteborgstift. Im Jahr danach, am 15. Juni, wurde der letzte Gottesdienst in der Seegasse 16 gehalten und die meisten Mitarbeiter kehrten nach Schweden zurück. Danach wurde keine Gottesdienste durch die schwedische Israelmission mehr veranstaltet; die Tätigkeit war auf Hilfstätigkeit beschränkt. Schwester Anna Lena blieb noch einige Monate, um das neue Altersheim einzurichten, und um beim Umzug von Rentnern aus Währing zu helfen. Im November 1941 reiste Schwester Anna Lena nach Schweden und die Mission wurde geschlossen. Sie arbeitete dann in der Flüchtlingshilfe in Schweden, bis sie 1946 nach Wien zurückkehrte. Das Haus in der Seegasse wurde Kranken- und Altersheim. Der Kirchensaal wurde ein Krankensaal. Das Haus in Weidling wurde für Soziale Hilfstätigkeiten vermietet. Die Seegasse 16 kam unter die Verwaltung des schwedischen Konsulates.
Das Haus in der Seegasse war einigermaßen vom Krieg verschont worden, aber die Einrichtung wurde schwer beschädigt, das Glas der Fenster war zerstört, die Leitungen zerfroren und alle Vorräte wurden zerstört oder gestohlen. Nach der Heimreise der Missionäre 1941 wurde das Haus also zuerst Krankenheim für zum Christentum konvertierte Juden, später Gestapokaserne. Als sich der Kriegsschluss näherte, hatten deutsche SS-Soldaten im ganzen Haus Minen platziert und alles war bereit zum Sprengen. Dem Hausmeister wurde es erlaubt dort wohnen zu bleiben. Es wird erzählt, dass er, als die russischen Streitkräfte sich Wien Ende Mai 1945 näherten, auf das Dach kletterte, um zu sehen, ob die russischen Streitkräfte es rechtzeitig schaffen würden. Eine russische Patrouille kam und die SS-Männer flohen, die Seegasse 16 war gerettet. Als Wien gefallen war, wurde die Seegasse 16 für eine kurze Periode das Zentrum für das italienische Rote Kreuz.
Im Februar 1946 versorgte die schwedische Hilfsorganisation Rädda Barnen (schwed. für Rettet die Kinder) Wiens 3–6-Jährige mit nahrungsreicher Suppe. Mit Ausnahme von ein paar Räumen für Missionsschwestern, stellte die schwedische Israelmission die Gebäude der Seegasse 16 kostenlos Rädda Barnen zur Verfügung. Es war eine Geduldsprüfung, die Gebäude wieder aufzubauen und die Mitarbeiter von Rädda Barnen waren eine große Hilfe. Alle Fenster wurden ersetzt, die Wärmeleitungen wurden neu verlegt und die Wohnungen wurden geräumt und repariert. Während der ersten Zeit von Rädda Barnen war Greta Andrén wieder in Wien, aber im Frühling 1946 begab sie sich nach Jerusalem und Anna-Lena Peterson kehrte zurück in die Seegasse. Das Haus in Weidling, das die Luftwaffe während des Krieges unter Beschlag genommen hat, war fast verfallen. Es fehlten Türen, Fenster und sogar Fensterrahmen.
Heute hängt ein Altarbild in der Küche der Seegasse 16, die heute Eigentum der Evangelischen Kirche in Österreich ist. Während der Jahre vor dem Zweiten Weltkrieg hing es in der Messiaskapelle in der Seegasse 16. Das Bild zeigt „Emmausjünger“ und ist eine Kopie gemalt von Erna Hüttenbrenner. Das Original ist gemalt von einem unbekannten Künstler und hängt im Kunsthistorischem Museum in Wien. Göte Hedenquist erzählt in seinem Buch, dass sich im Sommer 1980, nach 40 Jahren, einige Freunde und Versammlungsmitglieder wieder in Wien versammelt haben. Beim Sonntagsgottesdienst am 29. Juni in der Seegasse 16 predigte Hedenquist über das Altarbild. Zu dieser Zeit wurde das Altarbild offiziell dem neuen Eigentümer „der Pfarrgemeinde A.B. Wien-Innere Stadt der Evangelischen Kirche in Österreich“, übergeben. Das Altarbild bekam da seinen ursprünglichen Platz in der Kapelle, aber mit Umbauten in der Seegasse 16 wurde das Altarbild bewegt und es befindet sich nun wie gesagt in der Küche.
1970 gab es eine Namensänderung: die schwedische Israelmission wurde „Riksorganisationen Kyrkan och Judendomen“. 1975 wurde RKJ eine Abteilung in der Mission der schwedischen Kirche, diese Organisation gibt es heute auch nicht mehr.
Bis zum Jahr 1974 hatten SIM/RKJ ihren Sitz in der Seegasse 16, bis das Gebäude von der Evangelischen Kirche in Österreich übernommen wurde.

### Die schwedische Kirche findet die Gentzgasse
1982 bestimmte die schwedische Kirche, dass ein schwedischer Pfarrer nach Wien entsandt werden sollte und Harald und Gertie Kronvall kamen im November 1982 an, passend, um an der Basararbeit teilzunehmen. Das erste Pfarrerpaar bekam zu Beginn seinen Wohnsitz in der Seegasse 16. In der Messiaskapelle wurden die Gottesdienste gehalten und in der Pfarrerwohnung wurde anschließend zum Pfarrkaffee eingeladen. Auch die beliebten Samstagstreffen der Jugendlichen fanden in der Wohnung des Pfarrerpaares statt. Schnell wurde es klar, dass die Gemeinde Zugang zu größeren Kirchenlokalen brauchte. Karin Ilchmann, die 1946 mit Rädda Barnen nach Wien gekommen war, war diesbezüglich eine treibende Kraft im Kirchenrat, mit dem Wortführer Åke Löfqvist. Während einer Übergangsperiode hatte die Gemeinde die Möglichkeit, den Gottesdienst in der Sionsschwestern-Kapelle in der Burggasse in der Nähe vom Ulrichs-Platz im 7. Bezirk zu halten, wo auch die Lokale gemietet wurden, bis ein passender Ort dafür gefunden wurde. Sie setzten eine Anzeige in Die Presse: Schwedische Gemeinde sucht größere Villa. Eine große Hilfe bei der Suche war die Kammersängerin Margareta Sjöstedt-Kraus und ihr Mann Professor Dr. Heinrich Kraus. Sie stellten den Kontakt mit dem neuangetretenen Präsidenten des Bundesdenkmalamts, Gerhard Sailer, her. Dadurch bekamen Harald und Gertie Kronvall die Möglichkeit, das Haus in der Gentzgasse 10 anzuschauen. Es war ein abrissgefährdeter kirchlicher Komplex, der unter Denkmalschutz gestellt worden war. Eine staatliche Wohnungsgesellschaft besaß das Haus und hatte sich dazu entschlossen, es zu renovieren. Ein geeigneter Mieter, der sowohl das kirchliche, als auch das kulturelle Erbe und die Räumlichkeiten verwalten kann, wurde gesucht.
Nachdem die Barnabiten Wien in den 1920er Jahren verlassen hatten, war das Haus verfallen. Wo der Garten der Mönche vorher war, stand das Wohnhaus. Dann wurde zum Glück beschlossen, dass mit der Renovierung in der Gentzgasse begonnen werden sollte. Eine kostspielige Renovierung wurde 1984–1985 durchgeführt und im Oktober 1986 konnte die schwedische Gemeinschaft endlich ihre Kirche einweihen. Anfangs war nicht nur die schwedische Kirche in der Gentzgasse untergebracht, sondern auch die schwedische Schule.
Mit der großen Renovierung 1984–1985 wurde auch die Hauskapelle oder Pauluskapelle mit ihren gustavianischen Fresken und Wanddekorationen restauriert. Der Altar und das Altargemälde sind verschwunden, aber sind auf einem Bild von vor 1920 zu finden.

## Namensgebung: Gemeinde der Königin Silvia in Wien
Im Jahr 1988 besuchte Hofprediger Carl Hendrik Martling die Gemeinde in Wien. Der damalige Pfarrer Harald Kronvall überlegte zusammen mit Martling, welchen Namen die Gemeinde haben sollte. Vorgeschlagen wurde, dass man der alten schwedischen Tradition folgt, dass Auslandsgemeinden den Namen der aktuellen Königin tragen, so bei Ulrika Eleonora in London und der Sofia-Gemeinde in Paris. Martling war dem Vorschlag gegenüber positiv eingestellt und der Vorschlag wurde an den Kirchenrat weitergeleitet, der sich dazu entschloss, der Königin zu schreiben. Im Frühling 1989 erhielt die Gemeinde einen Brief vom schwedischen Hof mit der Entscheidung, dass sie den Namen „Königin Silvias Gemeinde in Wien“ tragen solle.

## Bauliches und Ausstattung
(Quelle:)

### Kirchenraum
Die Sala Terrena, die heutige Kapelle der Gemeinde war unberührt geblieben, als die Türken 1683 Wien belagerten. Der Rest des Hauses in der Gentzgasse 10 wurde während der Belagerung beschädigt. Die Sala Terrena, die als Refektorium verwendet worden war, verfiel aber, nachdem die Barnabiten Wien verlassen hatten und wurde unter anderem als Kartoffelkeller benutzt. Die Sala Terrena wurde in den 1980er Jahren durch das Bundesdenkmalamt gründlich restauriert. Die weißen Stuckaturen mit Obst- und Blattfestons und Tapetenrändern gegen einen Fond von Kieselputz bilden einen sehr schönen Raum. Die Stuckaturen über dem Kircheneingang sind mit einem Kartuschenschild mit dem Wappen der Schwedischen Kirche ergänzt worden. Der Lichteinlass erfolgt durch Fenster im Stil des 17. Jahrhunderts, die nach Bengt Olof Käldes Vorlage auf der Münchener Hofkunstanstalt hergestellt wurden.

#### Wappenschild
Das Wappenschild mit dem Wappen der Schwedischen Kirche, das über dem Eingang in der Kapelle hängt, ist von Bengt Olof Kälde gestaltet worden und der Gemeinde von „Oscars Församlings Sjömanskrets“ (schwed. für Seemannskreis der Oscarsgemeinde) geschenkt worden. Die Platzierung des Wappenschildes wurde so gewählt, dass es einen Ventilationsschacht verdeckt, der das Gesamtbild störte.

#### Altar
Der Altar wurde von Bengt Olof Kälde skizziert und durch einen privaten Spender finanziert. Der Tisch besteht aus marmoriertem Holz und ist nach den Richtlinien des Bundesdenkmalamts portabel.

#### Kreuzigungsikone
Die Kreuzigungsikone wurde im Jahre 1986 von Bengt Olof Kälde geschaffen. Auf der rechten Seite Christis ist seine Mutter Maria zu sehen, auf der linken Seite befindet sich aber nicht der Apostel Johannes, wie sonst gebräuchlich, sondern der Apostel Paulus – um die Verbindung mit der Geschichte des Hauses aufzuzeigen. Der Apostel Paulus ist Schutzheilige des Paulanerordens.

#### Taufbecken
Das Taufbecken besteht aus einem Holzgestell mit einer Schüssel aus Messing. Das Gestell wurde in Wien hergestellt. Die Schüssel fand Ingalisa Schmidt auf dem Flohmarkt der Kirche und sie soll laut Kälde alt sein.

#### Altarkreuz
Das Altarkreuz wurde in Gnosjö durch Hyltans Metall nach einer Vorlage des Formgestalters Bengt Olof Kälde hergestellt. Das erste Kreuz in der Serie befindet sich im königlichen Schloss in Stockholm, das zweite auf „Fageruds Kursgård“ und das dritte in der Schwedischen Kirche in Wien. Das Altarkreuzkreuz hat zwei verschiedene Symbole in der Kreuzmitte. Auf der Vorderseite ist das Wappen der Schwedischen Kirche zu sehen und auf der Hinterseite eine Dornenkrone, die wie ein Davidstern ausgestaltet ist.

#### Liturgisches Gerät
Die Vasa sacra (auch: Das Kommunionssilber) bestehen aus einem Kelch, einer Patene aus versilbertem Messing, vermutlich aus den 1920er Jahren. Das Kommunionssilber war in den 1940er Jahren von der Seegasse verschwunden. Es ist nicht bekannt, wer es mitgenommen hatte. In den 1980er Jahren wurde es in Marseille wiedergefunden und von Karin Olsson (damalige Assistentin in der schwedischen Seemannskirche) zurück nach Wien gebracht. Heutzutage ist es mit einer Gravur versehen und wurde erneut versilbert (2003). Es wurde zur Einweihung 1986 verwendet, damals war die Versilberung fast ganz verschwunden.

#### Altarteppich
Der Altarteppich misst 160 × 300 cm und wurde von der schwedischen Textilkünstlerin Inga-Mi Vannérus-Rydgren (1932–2017) gestaltet. Das Mitglied der Gemeinde Anita Kager schlug dem Kirchenrat vor, dass man einen schwedischen Altarteppich für die Sala Terrena bestellen solle. Nachdem Anita Kager mehrere Vorschläge erhalten hatte, entschied sie sich für Vannérus-Rydgrens Vorschlag. Vannérus-Rydgrens besuchte Sala Terrena, bevor sie die Arbeit mit dem Teppich im Jänner 1993 begann. Im Mai desselben Jahres wurde er gefertigt und am 13. Juni 1993 wurde er eingeweiht. Die Matte ist handgewebt, in norwegischer Röllakantechnik. Vannérus-Rydgren hatte das Prinzip, dass sie Teppiche für Kirchen so herstellte, dass darauf keine Symbole sein dürfen, auf die getreten werden kann. Der Teppich sollte sich dem Kirchenraum unterordnen, währenddessen er die Architektur und die Schönheit dort betonte. Und das Wichtigste: Er sollte zum Altar hinführen.

#### Orgel
Die Orgel ist eine kleine Chororgel, die durch die Mårtensson Orgelfabrik in Lund hergestellt wurde. Die Orgel mit sechs Registern wurde im Jahr 1987 nach Wien geliefert.  Thora Olssons Fonds in Lund bezahlte den größten Teil der Kosten, aber auch schwedische Unternehmen beteiligten sich. Als die Orgel im Jahre 1988 eingeweiht wurde, war der Orgelbauer Göran Mårtensson vor Ort. Auch die beiden Organisten der Kirche, Klaus Hehn und Mats Knutsson, nahmen an der Einweihung teil. Sie spielten zwei Orgelstücke zu vier Händen von F. Schubert und J.N. Hummel.

#### Gestühl
Zum Gestühl der Sala Terrena gehören insgesamt 60 Stühle und 11 Bänke in rotem Plüsch. Im Frühling 1985 erhielt die Gemeinde die Stühle aus dem Theater in der Josefstadt geschenkt. Die Kammersängerin Margareta Sjöstedt-Kraus und Professor Dr. Heinrich Kraus vermittelten diese Spende, und bezahlten auch die Restaurierung der Stühle.

#### Lichtträger
Die Lichtträger sind vom Modell „die Krone der Einheit“. Sie wurden 1991 besorgt und waren ein Geschenk der Kastlösa-Versammlung und der Familie Kronvall.

#### Klingelbeutel
Klingelbeutel gibt es zwei und sie sind gewebt und grün gemustert. Sie wurden zur Einweihung im Jahr 1986 verwendet. Sie sind eine Spende von Källeryds kirchlichen Nähkreis aus Nissafors, Växjö Stift; sowohl die Beutel als auch die Handgriffe sind vom Nähkreis hergestellt. Die Initiative dazu wurde von Birgitta und Gösta Magnusson ergriffen, deren Tochter Gunnel Unger ihren Wohnsitz in Wien hat.

#### Ikone
Die Ikone mit der Darstellung des Heiligen Mandylion wurde in Russland zwischen 1850 und 1880 gemalt. Die Ikone wurde 1997 in Armenien gekauft und von Oystein Larsen der Schwedischen Kirche in Wien im Frühling 2000 gespendet. Oystein Larsen ist Norweger und arbeitete eine Zeit bei der OSZE in Wien.

#### Betstühle
Es gibt zwei Betstühle, sie sind von Gullan Andersson in Stockholm bestickt und hergestellt.

#### Vasen
Die Vasen wurden der Gemeinde durch Oscars Gemeinde in Stockholm geschenkt.

#### Wandleuchten
Sechs Wandleuchten wurden der Kirche von der Kammersängerin Margareta Sjöstedt-Kraus geschenkt. Diese sind nach der Installation der neuen Beleuchtung für die Sala Terrena in der Eingangstreppe angebracht.

#### Königwandleuchten
Die Königwandleuchten gibt es in drei verschiedenen Größen. Die beiden kleinsten, neben der Kreuzigungsikone, wurden 1985 aus Messing hergestellt. Das Modell sei schonisch und sei zum ersten Mal zur Weihe von Gustav V verwendet worden sein. Daher nennt man sie „Königswandleuchten“. Sie wurden der Kirche durch Privatpersonen geschenkt, die ihre Dankbarkeit ausdrücken wollten, da ihre Töchter in der Gentzgasse wohnen durften.

#### Glockenstapel
Der Glockenstapel ist ein skalenrichtiges Modell des Glockenstapels der Kirche in Tannåker. Er wurde von Vallentin Klöfver gemacht och wurde der Schwedischen Kirche im Zusammenhang mit der Einweihung in der Gentzgasse gespendet. Das Kreuz und das Dach bestehen aus Eichenholz und der Rest besteht aus Ulme. Die Glocke ist ein Geschenk von Filip Jossefsson von Dannäs Säteri. Eine schöne Verknüpfung ist, dass die Reisekameradin der heiligen Birgitta, Ingeborg von Dannäs, in genau dieser Säteri (schwed. für Herrenhof) wohnte.

#### Weiße Stola
Die weiße Stola ist handgewebt und war ein Geschenk von Elsa Frost, Malmberget.

### Musikzimmer

#### Kristallkronleuchter
Der Kristallkronleuchter wurde mit einer Spende von Oscars Församlings Sjömanskrets gekauft.

#### Stühle
Es gibt 30 Stühle, die von Carl Malmsten gestaltet wurden. Bezahlt wurden sie zum Teil von Oscars Församlings Sjömanskrets und zum Teil aus den eigenen Mitteln der Gemeinde.

#### Klavier
Das Klavier war ein Geschenk von Volvo AB, Göteborg.

### Bibliothek
Ende der 1980er Jahre wurde eine Bibliothek mit vor allem schwedischer Literatur eingerichtet. Die meisten Bücher wurden von Anita und Lars Täckholm bei Eckersteins Buchhandel in Göteborg gespendet. Die Gemeinde übernahm auch die Buchsammlung des Schwedisch-Österreichischen Vereins.

#### Georg Klügers Kreuz
Georg Klügers Kreuz wurde von Georg Klüger (1922–1944) gebaut. Georg besuchte oft die Seegasse und wurde im Oktober 1940 getauft. Er nahm auch seine Familie mit. Kurz vor seiner Deportation nach Polen, machte er ein kleines Holzkreuz, das er in der Kapelle in der Seegasse 16 zurückließ, wo es hing, bevor es in Anna-Lena Petersons zuhause in die Seegasse 16 kam.

#### Glaskreuz und Glasleuchter
Glaskreuz und Glasleuchter werden in Lindhammars Glasfabrik hergestellt und wurden nach einer Spende von Oscars församlings Sjömanskrets gekauft.

#### Malmleuchter
Die zwei Malmleuchter sind vom Modell Trolleholm. Sie waren ein Geschenk von Svalövs syförening anlässlich von Harald Kronvalls Installation. Gravur: 29.4.83.
Wie es scheint, hat die Oscars församlings Sjömanskrets mit vielen finanziellen Mitteln in der schwedischen Kirche beigetragen. Die Aufgabe des Kreises war durch gesammelte Mittel die Arbeit der schwedischen Kirche im Ausland zu unterstützen. Sjömanskretsen wurde 1960 gebildet und Wien wurde so genannte Fördergemeinde.

## Pfarrer
| Amtszeit  | Namen               | Lebzeit |
| --------- | ------------------- | ------- |
| 1982–1989 | Harald Kronvall     | 1947–   |
| 1989–1993 | Ove Lundin          |         |
| 1993–2000 | Robert Carlin       |         |
| 2000–2004 | Jonas Liljeqvist    |         |
| 2004–2006 | Gunnar Kvist        |         |
| 2006–2009 | Gunnar Pelinka      |         |
| 2010–2012 | Anna Juhlin         |         |
| 2012–2017 | Maria Scharffenberg | 1970–   |
| 2017–2018 | Per Gyllenör        |         |
| 2018–     | Peter Styrman       |         |